# Evi Nemeth
Evi Nemeth (nacida el 7 de junio de 1940 - desaparecida en el mar en junio o julio de 2013) fue una ingeniera, autora y profesora conocida por su experiencia en redes y administración de sistemas informáticos. Fue la autora principal de las "Biblias" de la administración de sistemas: Manual de administración de sistemas UNIX (1989, 1995, 2000), Manual de administración de Linux (2002, 2006) y Manual de administración de sistemas UNIX y Linux (2010, 2017). Evi Nemeth era conocida en los círculos tecnológicos como la matriarca de la administración de sistemas. 
Nemeth fue más conocida en los círculos matemáticos por identificar originalmente deficiencias en el "problema Diffie-Hellman", la base de una gran parte de la criptografía de redes moderna. 

## Carrera profesional
Nemeth recibió su licenciatura en matemáticas de Penn State en 1961 y su doctorado en matemáticas de la Universidad de Waterloo, Ontario, en 1971. Dio clase en la Florida Atlantic University y la Universidad Estatal de Nueva York en Utica (SUNY Tech) antes de unirse al departamento de informática de la Universidad de Colorado Boulder (CU-Boulder) en 1980. Se empleó como gerente de la instalación informática de la universidad de 1982 a 1986. También fue profesora asociada visitante en Dartmouth College en 1990 y en UC San Diego en 1998, mientras se tomaba un año sabático en CU-Boulder. 
Mientras estuvo en CU-Boulder, Nemeth fue conocida por su docencia universitaria en administración de sistemas, en la que los estudiantes a lo largo de los años tuvieron la oportunidad de desarrollar conocimientos y habilidades profundos en la administración de sistemas Unix . Junto con Steve Wozniak, Nemeth estableció el programa de becas Woz en CU-Boulder que financió a estudiantes universitarios curiosos durante muchos años. Nemeth también tenía un talento especial para inspirar y enseñar a los jóvenes. Fue mentora de numerosos estudiantes de secundaria, quienes trabajaron con ella para apoyar la informática en la universidad y llegaron a ser conocidos como "los munchkins". También asesoró a jóvenes universitarios talentosos, llevándolos a reuniones nacionales donde instalaron redes y transmitieron las sesiones de las reuniones en Internet a través de la red troncal de multidifusión. Entrenó a los equipos de programación de estudiantes de la universidad en el Concurso Internacional de Programación Universitaria ACM . 
De 1998 a 2006, Nemeth trabajó con la Asociación Cooperativa para el Análisis de Datos de Internet (CAIDA) de la Universidad de California, San Diego, en varios proyectos de medición y visualización de Internet. 
Fuera de los Estados Unidos, Nemeth ayudó a llevar la tecnología de Internet al mundo en desarrollo a través de su participación en programas de Internet Society y el Programa de las Naciones Unidas para el Desarrollo. 
Una camiseta de gurú de redes  de la década de 1980 muestra capas del modelo OSI con una capa adicional 8 como capa "financiera" y una capa 9 como capa "política". El diseño fue atribuido a Evi Nemeth.

## Vida posterior
Después de su jubilación, Nemeth navegó en su velero Wonderland de 12 m por varias partes del mundo, incluido un circuito del Atlántico, el canal de Panamá y a través del Pacífico hasta Nueva Zelanda. 

### Desaparición en el mar
A finales de mayo de 2013, ella, junto con otras seis personas a bordo del yate antiguo Niña, cruzaba el mar de Tasmania de camino a Australia desde Nueva Zelanda. El 4 de junio, día en que se recibió el último mensaje de la Niña, enviado por Nemeth, el mar de Tasmania tenía vientos de cien km por hora y una altura de oleaje que alcanzaba los siete metros. Un desastre natural (por ejemplo, una ola gigante) pudo haber provocado la desaparición del barco.  El 5 de julio, las autoridades de Nueva Zelanda pusieron fin oficialmente a la búsqueda del Niña,  aunque los familiares de la tripulación continuaron la búsqueda. 

## Publicaciones Seleccionadas
- Nemeth, E., Hein, T., Snyder, G. y Whaley, B., Manual de administración de sistemas Unix y Linux, cuarta edición, Prentice Hall, 2010.
- Nemeth, E., Snyder, G., Hein, T., Whaley, B. y Makin, D., Manual de administración de sistemas Unix y Linux, quinta edición, Prentice Hall, 2017.
- Mullin, R., Nemeth, E. y Weidenhofer, N., "¿Los sistemas criptográficos de clave pública estarán a la altura de sus expectativas? Implementación HEP del descifrador de códigos de registro discreto", Proc. de la Conferencia Internacional de 1984 sobre procesamiento paralelo, 21 al 24 de agosto de 1984, págs. 193–196. Seleccionado para el premio al mejor trabajo de este congreso.
- Brownlee, N.; Claffy, K. C.; Nemeth, E. (2001). "DNS measurements at a root server". GLOBECOM'01. IEEE Global Telecommunications Conference (Cat. No.01CH37270). Vol. 3. p. 1672. CiteSeerX 10.1.1.18.3882.
- Broido, A.; Nemeth, E.; Claffy, K. (2002). «Internet expansion, refinement and churn». European Transactions on Telecommunications 13: 33-51. doi:10.1002/ett.4460130105. Parámetro desconocido |citeseerx= ignorado (ayuda)

## Premios
- 1984: Premio al mejor artículo, Conferencia internacional sobre procesamiento paralelo, Chicago, agosto de 1984
- 1995—Premio USENIX/LISA a la trayectoria [15]
- 1999: Premio a las 25 mejores mujeres en la Web [16]
- 2007: Homenajeado por ingeniería distinguida en CU-Boulder [17]
- Homenajeado del quinto festival anual de tecnología de Telluride
- 2018: Premio NCWIT al pionero en tecnología [18]